# Eremochelis larreae
Espèce
Synonymes
- Therobates larreae Muma, 1962

Eremochelis larreae est une espèce de solifuges de la famille des Eremobatidae.

## Distribution
Cette espèce est endémique de Californie aux États-Unis,.

## Description
Le mâle holotype mesure 9,5 mm et les femelles de 12,0 à 13,0 mm.

## Étymologie
Son nom d'espèce lui a été donné en référence au lieu de sa découverte, Larrea sp..

## Publication originale
- Muma, 1962 : The arachnid order Solpugida in the United States, Supplement 1. American Museum Novitates, no 2092, p. 1-44 (texte intégral).